# 葉夫帕托里亞機場
葉夫帕托里亞機場（烏克蘭語：Євпаторійський авіаційний ремонтний завод, 意為 "葉夫帕托里亞飛機維修廠"）  是一座位於烏克蘭克里米亞叶夫帕托里亚的機場，座落於市中心以東。

## 軍事用途
該機場已被以下軍事團使用：
- 第53戰鬥機航空團 (1952-60)[2]
- 第355戰鬥機航空團 (1954-58)[3]
- 第925戰鬥機航空團 (1954-60)[4]

## 歷史與發展
烏克蘭國防部國企 "葉夫帕托里亞飛機修理廠" (又稱EARZ) 在1939年於這機場成立。1991年11月，一架雅克-42客機在機場降落，開始了該企業做維修民用航空的工作。
該廠與印度、安哥拉、保加利亚、墨西哥、哥伦比亚等的各航空公司都有合作關係。
自1995年，該廠一直都與安东诺夫国营公司保持關係。他們的合作讓維修員能夠掌握安托諾夫An-12的生產與修理工作。隨後於1999年，他們繼續合作關係，更讓維修員開始定期的在更多的飛機類型做生產與維修工作，包括An-24、An-26與An-32。只在1998到1999年間，該工廠的生產量就已經提升了3.2倍。
葉夫帕托里亞飛機修理廠擁有維修各飛機型的證書。
2002年，該工廠開始使用國家與國際標準航空法ISO 9000與AS 9000來維修飛機。

### 計畫
為在2015年前落實葉夫帕托里亞市早前所規劃的經濟與社會發展計畫，該機場的工廠與市政府共同實施市議會的投資政策，並設定了該機場為商業項目。
執行委員會根據市議會的決定，向了烏克蘭國防部部長請求把該機場的跑道與軍用滑行道共有化。
該項目的目標是創建高科技企業，長期地為克里米亞西部的客運與貨運提供服務。